# Cunninghams Völkerschau der „Aborigines“ 1892–1898

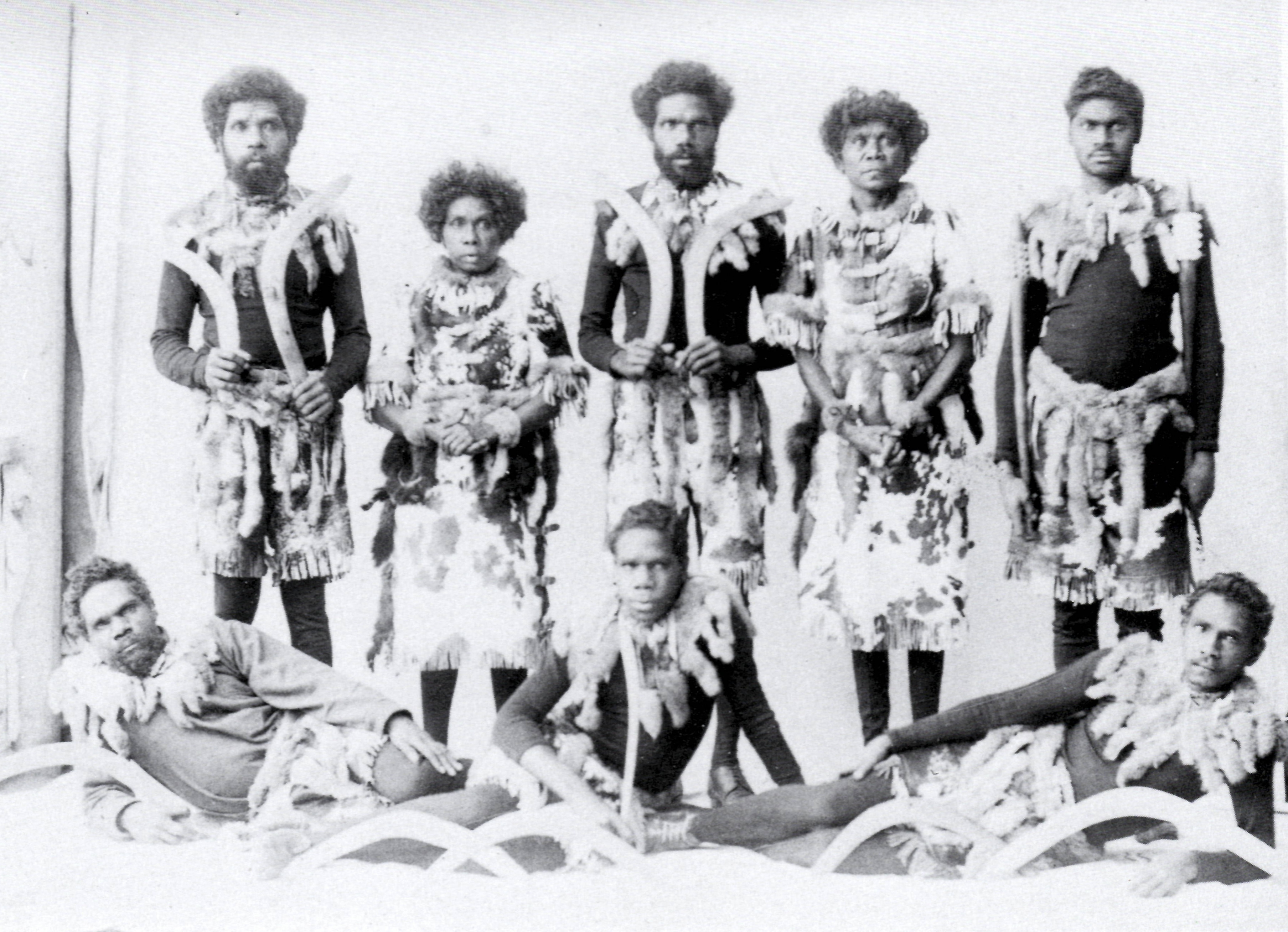
Gruppe der 1892 acht „Aborigines“ in San Francisco, hinten v. l. n. r.: „William 2“, „Tottie“, „King Bill“, „Jenny“, „Harry Mathews“, vorne v. l. n. r.: „William 1“, „Tommy Landerson“, „Dick Elliot“

Cunninghams Völkerschau der „Aborigines“ 1892–1898 war eine Völkerschau (im heutigen Sprachgebrauch auch Menschenzoo), bei der eine Gruppe indigener Australier in Nordamerika und Europa zur Schau gestellt wurde.
Veranstalter der Schau war der Impresario und Schausteller Robert A. Cunningham (1837–1907) aus Kanada, der bereits von 1883 bis 1888 eine erste Tournee mit einer Gruppe von „Aborigines“ und von 1889 bis 1891 eine zweite Tournee mit einer Gruppe von Samoanern veranstaltet hatte.
Er engagierte im Sommer 1892 eine Gruppe von acht Personen aus North Queensland, um diese ab September 1892 zunächst in Nordamerika zur Schau zu stellen. Im Laufe der vierjährigen Tournee verstarben vier Gruppenmitglieder und eine Person verließ die Völkerschau-Gruppe. 1896 kam die Gruppe der drei überlebenden „Aborigines“ nach Europa, wo ein weiteres Gruppenmitglied verstarb.

## Vorgeschichte

### Der Impresario R. A. Cunningham
Der sich nach seinem Vorbild des US-amerikanischen Schaustellers und Zirkuspioniers P. T. Barnum mit seinen Initialen abkürzende R. A. Cunningham aus Kanada gilt in der Forschung als „Prototyp des schlechten, rücksichtslosen Völkerschau-Impresarios“, der ausschließlich auf Profit aus war. Schon zu seinen Lebzeiten galt er – nicht zuletzt aufgrund seiner Selbstinszenierung – als „Menschenjäger“ und „Freak-Catcher“.

### Anwerbung in North Queensland
Am 7. Juni 1892 kam Cunningham in Townsville an. Laut Poignant sind die Umstände, unter denen Cunningham die Gruppe anwarb, kaum zu rekonstruieren. Offenbar engagierte er im Juli im nahe gelegenen Mungalla eine Gruppe acht indigener Australier. Die Mehrheit von ihnen zählten zum Stamm der Nyawaygi, die auf der Farm von James Cassadi lebten und arbeiteten. Dabei machten die Behörden es ihm nicht leicht. Cunningham musste – anders als neun Jahre zuvor, als er nach seinen Angaben die Gruppe der neun „Aborigines“ entführte – mehrere Anträge stellen, einen detaillierten Vertrag aufsetzen und eine Kaution hinterlegen. Der Vertrag, der nicht überliefert ist, sah unter anderem eine Laufzeit der Tournee von maximal drei Jahren sowie eine geregelte Entlohnung vor. Anfang August erreichte die Gruppe Sydney, um von dort das Schiff nach San Francisco zu nehmen.

### Die Gruppe der acht „Aborigines“
Die Rekonstruktion der Namen der achtköpfigen Gruppe ist laut Roslyn Poignant schwierig, weil es unter anderem drei Männer gab, die „William“ genannt wurden. Als zentrale Figur galt „König Bill“ (auch „William 3“ genannt), dessen Frau „Jenny“ ebenfalls zur Gruppe gehörte. Sie war möglicherweise Manbarra. Ein zweites Paar waren „William 2“ und „Dottie“. Harry Matthews und Dick Elliot waren keine nahen Verwandten.

### Überfahrt nach San Francisco
Während der Reise auf dem Schiff Peregrine nach San Francisco bekam Cunningham den Unmut anderer Passagiere über die mangelhafte Versorgung der Gruppe mit Kleidung sowie auch seine vorherigen Völkerschauen zu spüren. Nach Ankunft in San Francisco wandten sich daraufhin einige Passagiere an die Einwanderungsbehörde und den britischen Konsul, um die sofortige Rückkehr der Indigenen nach Australien zu fordern. Die Gruppe wurde deshalb zunächst auf dem Schiff festgehalten. Cunningham konnte aber seine früheren Kontakte in San Francisco nutzen, so dass die Gruppe schließlich am 16. September das Schiff verlassen und die Zurschaustellung starten konnte.

## Verlauf der Völkerschau

### Auftritte in Nordamerika 1892–1896

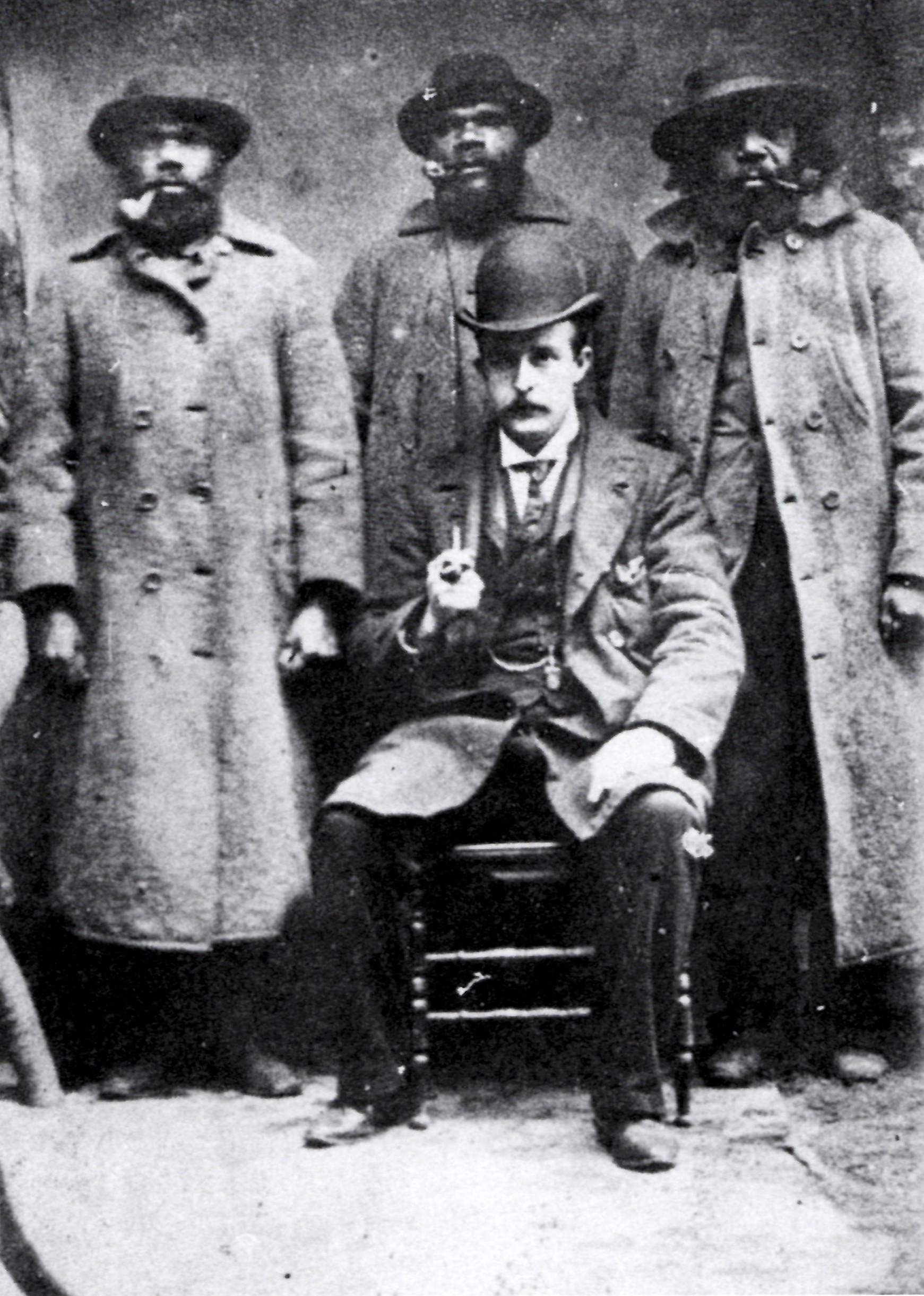
Hinten v. l. n. r.: „King Bill“, „William 1“ und „William 2“, vorne: Joe Wilson, Foto aus New York, 1895

Zuerst trat die Gruppe ab Ende September 1892 im Orpheum Theater in San Francisco auf, anschließend in mehreren Städten Kaliforniens. In Sacramento setzte Cunningham den Schausteller Frank Frost als Geschäftsführer ein. Während der Tournee durch Kalifornien beschwerte sich Cunningham, der Gruppe gehe es zu gut, sie würde in teuren Hotels wohnen, teure Friseure aufsuchen und sei „viel zu zivilisiert“. In San Bernardino endete die Tournee durch Kalifornien. Dort starb vermutlich „Dick Elliott“, während „Harry Mathews“ zu einem anderen Schausteller wechselte.
1893 trat die Gruppe mehrere Monate auf der Weltausstellung in Chicago auf, wo eine große anthropologische Ausstellung auf dem kilometerlangen Midway Plaisance stattfand. Die Bumerang-Vorführungen fanden auf einem entfernteren Außengelände statt und fanden nur mäßige Aufmerksamkeit. „Dottie“ starb zwischen Dezember 1893 und Frühjahr 1894 in New York. Während der Tourneesaison 1894 trat die Gruppe über mehrere Monate in Barnum und Baileys Zirkus auf. Der Ethnological Congress seated of Savage Tribes war nach Barnums Tod wiederbelebt worden. Die Zirkus-Tournee führte durch 13 Staaten. Dabei erregte die Gruppe in der Presse weit weniger Aufmerksamkeit wie die erste „Aborigines“-Völkerschau. In dieser Zeit verließ Cunningham die Gruppe, und Frank Frost führte die Tournee weiter. Im Winter 1884/85 verstarb „Bob“ nach Ende der Tournee in New York. Die vier Überlebenden „Jenny“ und die drei „Williams“ blieben bei Frank Frost und tourten 1895 bei Pawnee Bills historischer Wildwest-Show.
In der Saison 1896 brachte Frank Frost die Gruppe der vier nach Coney Island. Dort wurden in einem Zelt ausgestellt und wurden von einem Marktschreier wegen ihres „Kannibalismus“, ihrer „Hässlichkeit“ und „Minderwertigkeit“ beworben. Die Gruppe erlebte dadurch einen sozialen Abstieg und konnte nur noch in billigen Unterkünften unterkommen. In diesem Zustand fand sie der Hawaiianer Palani Paakiki im Juni 1896 vor und startete eine Rettungsaktion. Er war bereits 1892 an dem Versuch, die Gruppe von San Francisco aus wieder zurückzuschicken, beteiligt gewesen. Er wandte sich sowohl an den britischen Konsul als auch an die Presse. Das New York Journal veröffentlichte am 19. Juli 1896 einen ausführlichen Bericht, in dem Frost scharf kritisiert wurde. Frank Frost organisierte nach dem Konflikt mit dem New York Journal die Überfahrt der Gruppe nach Europa. Kurz vor der Abreise verstarb „William 1“ in Coney Island.

### Auftritte in Europa 1896–1898

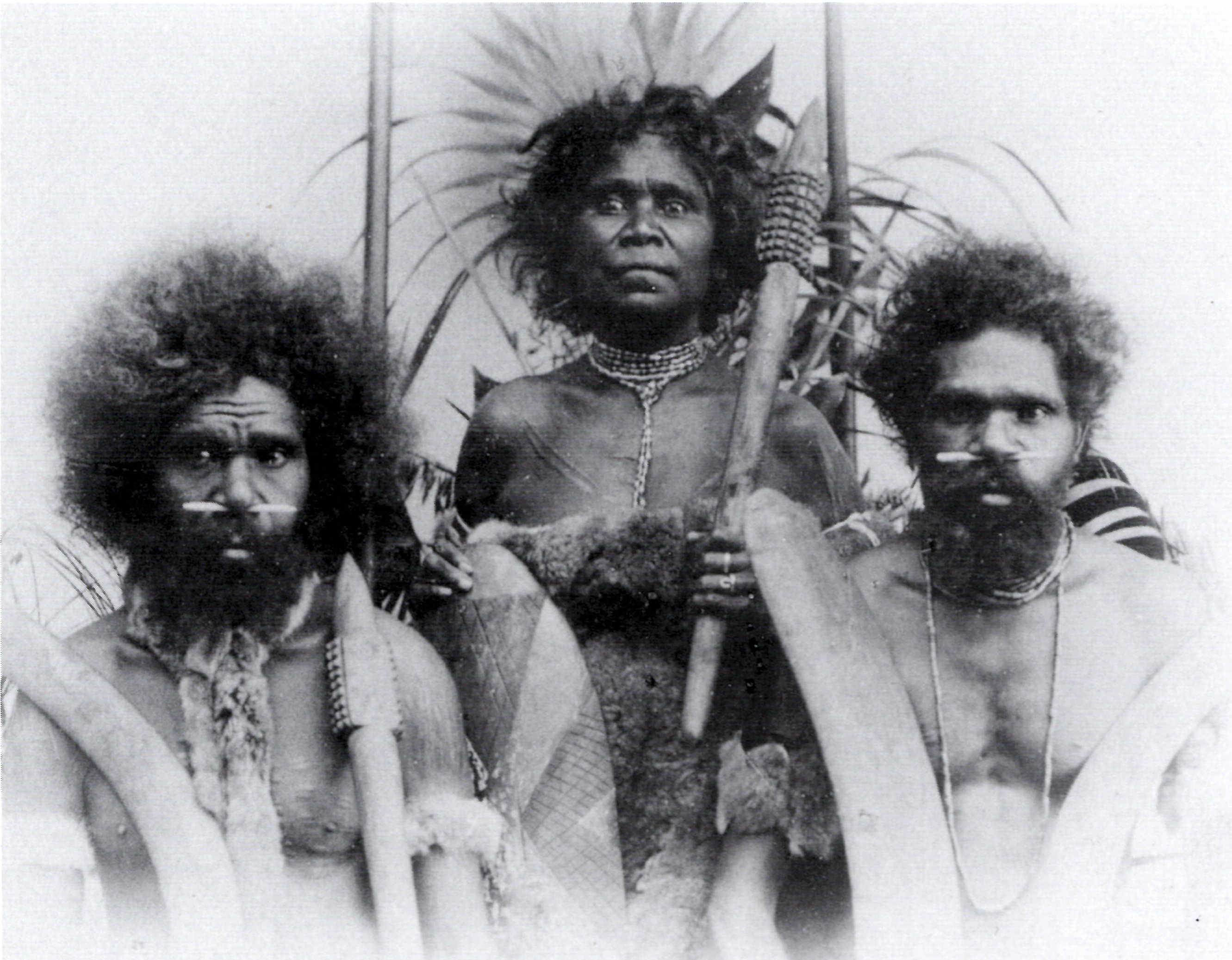
Gruppe der 1896 noch drei „Aborigines“ in Berlin, v. l. n. r.: „William 2“, „Jenny“, „King Bill“, Fotograf: Wilhelm Scharmann

Laut Poignant war die Gruppe vermutlich an Bord des Schiffes gegangen in dem Glauben, nach Hause gebracht zu werden. Stattdessen fuhr sie das Schiff nach Europa, wo sie zuerst in Castans Panoptikum in Berlin auftraten. In der Presse wurden sie dort als „Ur-Australier (Kannibalen)“ beworben. Das Berliner Tageblatt berichtete:

„Bemerkenswerthe anthropologische Neuheiten werden von Dienstag ab in Castans Panoptikum zu sehen sein, und zwar Ur-Australier, schwarze Bewohner aus dem nordöstlichen Theile des australischen Festlandes, vom Kap Jork im Bezirk Oueenslaud, eine Menschenrasse, welche ans der untersten Stufe menschlicher Gesittung steht. Es sind gerade diese Australier — zwei Männer und eine Frau — selten schöne Exemplare ihrer mehr und mehr im Aussterben begriffenen Rasse, und sie dürften ob ihres wilden Aussehens hier allseitig Sensation erregen. Besonders erwähnt sei hierbei, daß ihre Stammesgenossen dem Kannibalismus huldigen. In der Farbe sehen sie den afrikanischen Negern ähnlich, ganz abweichend von den Letzteren ist jedoch ihre Schädelbildung; auch fehlt ihnen das kurze wollige Haar; sie haben vielmehr einen langen üppigen Haarwuchs; die Männer tragen starke Vollbärte, die ihren unschönen Gesichtern ein nahezu dämonisches Aussehen verleihen.“

Am 17. Oktober 1896 berichtete Rudolf Virchow über die 1896 noch drei in Berlin indigenen Australier und stellte dort Mutmaßungen an, ob „Jenny“ möglicherweise Tagarah aus Cunninghams erster Aborigine-Völkerschau sei. Offenbar war er nicht darüber informiert, dass sie 1985 in Elberfeld verstorben war.
Ab Herbst 1896 tourten „King Bill“, sein Bruder „William“ sowie seine Frau „Jenny“ durch weitere europäische Städte. Wer die Gruppe während der Europa-Tournee begleitete, ist nicht eindeutig. Laut Roslyn Poignant werden sowohl die Nachnamen Maass als auch Manuel für den Impresario angegeben. Im April 1897 war die Gruppe der drei Überlebenden in Kopenhagen, als Cunningham überraschend dort eintraf. Er erhob Anspruch auf die Gruppe und behauptete Frank Forst, Maass oder Manuel habe sich ihr illegalerweise bemächtigt. Im Juni reiste die Gruppe nach Christiansen in Norwegen weiter. Im Dezember 1897 starb „King Bill“. „Jenny“ und „William 2“ reisten auf eigene Kosten zurück nach London. Auf Betreiben des britischen Generalagenten von Queensland in London wurden die beiden im Herbst 1898 auf Kosten der Regierung zurück nach Townsville verschifft.

### Wahrnehmung und Cunninghams Inszenierung der „Aborigines“
Die größte Aufmerksamkeit bei den Völkerschau-Vorstellungen erzielte die Vorführung des Bumerangwerfens. Obwohl Cunningham sie als „Wilde“ und „Kannibalen“ bewarb, wurde dem Publikum jeweils schnell klar, dass es sich bei den „Schwarzen von Queensland“ um weitgehend zivilisierte Menschen handelte. So traten sie bei Kälte in ihrer Straßenkleidung auf.

## Forschungsstand
Die australische Anthropologin Roslyn Poignant (1927–2019) veröffentlichte 2004 die Monographie Professional Savages. Captive Lives and Western Spectacle, in der sie ihre über zwei Jahrzehnte dauernde Recherche zu Robert A. Cunningham und seinen drei Völkerschau-Tourneen darstellt. Bei jeder seiner drei langjährigen Völkerschau-Tourneen verstarben jeweils sechs der Gruppenmitglieder. Außer der Monographie von Poignant haben Cunninghams Völkerschauen nur relativ wenig Niederschlag in der Völkerschau-Forschung gefunden. Es gibt bislang keine umfassende deutschsprachige Darstellung, sondern nur punktuelle Erwähnungen.

### Zeitgenössische Literatur
- Rudolf Virchow: Hr. Maass stellt ferner vor die gleichfalls in Castan's Panoptikum anwesenden drei Australier. (Sitzung vom 17. Oktober 1896.) In: Verhandlungen der Berliner Gesellschaft für Anthropologie, Ethnologie und Urgeschichte, Jg. 1896, S. 528 f.